# بيتر وايلد
بيتر وايلد (بالإنجليزية: Peter Wild)‏ هو مؤرخ وبروفيسور وكاتب وشاعر أمريكي، ولد في 25 أبريل 1940 في نورثهامبتون في الولايات المتحدة، وتوفي في 23 فبراير 2009 في توسان في الولايات المتحدة.